# ウォーム・ボディーズ
『ウォーム・ボディーズ』（原題：Warm Bodies）は、2013年のアメリカ合衆国の恋愛・ゾンビ・コメディ映画。ジョナサン・レヴィン監督による4作目の長編映画で、出演はニコラス・ホルト、テリーサ・パーマーなど。原作はアイザック・マリオンの小説『ウォーム・ボディーズ ゾンビRの物語』（日本では2012年9月6日に小学館から発売。ISBN 9784094087437）。ウィリアム・シェイクスピアの『ロミオとジュリエット』をもとにしており、主人公とヒロインの名前もそれに由来している。

## ストーリー
生者の肉を喰らうゾンビやそのなれの果てであるガイコツが蔓延る終末世界、生き残った人々は高い壁による砦を築いてその内側に逃れ、暮らしていた。廃空港の廃航空機に住み着いていたゾンビの青年R（アール）はある日、ゾンビとしての食欲に突き動かされて仲間たちと共に街へ出たところ、物資の調達に出ていた人間たちを襲って青年ペリーの脳を喰らうが、それがもとで彼の元彼女ジュリーに恋をしてしまい、廃航空機へ連れ帰る。
他のゾンビたちからジュリーを救ったり、レコードで音楽を聴いて落ち着くRに彼女も徐々に心を開くなど、2人の関係が次第に特別なものとなるにつれ、Rは人間の心を取り戻してゆく。そして、2人の関係はゾンビの世界と人間の世界に大きな変化をもたらすこととなる。

## 登場人物
※括弧内は日本語吹替。
- R - ニコラス・ホルト（内田夕夜）

主人公。ゾンビの青年。気づいた時にはゾンビになっており、人だったころの記憶や、自分の名前もイニシャルが「R」という以外は思い出せないが、人としての理性は他のゾンビよりも色濃く残っている。廃空港で住み着くゾンビの一人で、ターミナルビルの傍に停まっている一機の廃航空機を根城にしており、その中は、Rが集めた物で生活感がある。徘徊した後は音楽を聞いたりしている。
- ジュリー・グリジオ - テリーサ・パーマー（潘めぐみ）

ヒロイン。グリジオ大佐の娘。ゾンビとガイコツの完全駆逐をうたう父親とそりが合わず、自分なりに毎日を過ごしている。ペリーとはかつては相思相愛の恋人だったが、ある出来事が理由でその関係は冷え切っている。ある日、ペリー達と薬を探しに廃街に出ていたところをゾンビたちに襲われるが、ジュリーに一目惚れしたRに救われる。最初はRを他のゾンビと一緒に怯えていたが、会話ができる事や、他とは違うRに惹かれるようになる。
- M - ロブ・コードリー（石住昭彦）

廃空港に住み着くゾンビの一人。Rとは親友の中年男性。最初は唸るだけで会話はできなかった。人間であるジュリーに対し、Rに「食え」と促すも、離れたくない、それでもジュリーの傍にいたいというRの気持ちに感化される形で次第に変わり始める。そしてそれは、他のゾンビにもうつっていき・・・
- ペリー・ケルヴィン - デイヴ・フランコ（小松史法）

ジュリーの元恋人。
- ノラ - リオ・ティプトン（小林沙苗）

ジュリーのルームメイト。
- グリジオ大佐 - ジョン・マルコヴィッチ（樋浦勉）

ジュリーの父親。

## ゾンビ
謎のウイルスに感染し、生者の肉を喰らう生ける屍と化した者たち。肉体の腐敗が浅い者は走れるほど身体能力が高く、近接戦闘でも痛みを感じず生者を圧倒できる腕力を持つが、腐敗の進行に伴って動作は遅くなる。また、脳にはわずかながら生前の記憶や理性を有しており、単語を発する程度に低下した会話と共に生前の行動（空港の検問など）を遅々と繰り返すが、こちらも腐敗の進行に伴ってそれらの消失と共に食欲のみが残り、ついには自分の表皮すら剥がして喰らった結果、後述のガイコツと化してしまう。
好物は生者の脳であり、喰らうことによってその記憶を追体験できるが、Rは生前の記憶や理性を一般のゾンビより濃く残していた（ゾンビ化への葛藤や他のゾンビへの嫌悪なども、モノローグで描かれる）ため、ジュリーへの愛情がゾンビとしての食欲を凌駕して会話が向上し、肉体も鼓動して生者と同じ血を流したり痛みを感じる生気を取り戻すなど、変化が生じることとなる。まもなく、Rの変化はMたち一般のゾンビたちにも、同様の変化をもたらしていく。

## ガイコツ
ゾンビのなれの果て。骨と皮だけの痩せ細った醜悪な姿であるが、ゾンビ当時から引き継いだ身体能力に加えて高い俊敏性で生者を襲って喰らうことから、ゾンビ以上の脅威として警戒されているほか、Rにも一般のゾンビ以上に嫌悪されている。
生前の記憶や理性を取り戻すことは無いため、最終的には共闘した生者とゾンビによって駆逐されていき、わずかに残った個体も腐敗の進行に伴って自壊することとなる。

## サウンドトラック
1. Sitting In Limbo - ジミー・クリフ
2. We Wish You a Merry Christmas - John Robert Foster
3. Missing You - ジョン・ウェイト
4. The Bad In Each Other - ファイスト
5. Be the Song - Foy Vance
6. Patience - ガンズ・アンド・ローゼズ
7. Shell Suite - Chad Valley
8. Hungry Heart - ブルース・スプリングスティーン
9. Shelter from the Storm - ボブ・ディラン
10. Hinnom, TX - ボン・イヴェール
11. Yamaha - Chad Valley
12. Rock You Like a Hurricane - スコーピオンズ
13. Oh Pretty Woman - ロイ・オービソン
14. Midnight City - M83
15. Runaway - ザ・ナショナル
16. Numbers Don’t Lie - The Mynabirds
17. Concerto in A Minor for Flute, Oboe, Strings and Continuo RV 522: Allegro - Symphony Orchestra INSO Lemberg / Gunhard Mattes / Maya Schaufelbühl

## 評価
Rotten Tomatoesでは、77%のフレッシュと高評価であった。Entertainment WeeklyのLisa Schwarzbaumは、「トワイライトシリーズが大好きな人も、また大嫌いな人も楽しめる映画である」と評した。また、Hollywood & FineのMarshall Fineは、「ホルトの甘く澄んだ繊細そうで表情豊かな瞳が、ゾンビという存在に新たな深みを与えた」と、ホルトの存在感を絶賛した。

## その他
日本公開に合わせ、さまざまなコラボレーションが実施された。オムライス専門店「ポムの樹」や、コンセプトレストラン「アルカード」などでは、ゾンビをイメージしたタイアップメニューを販売した。

## 小説
『ウォーム・ボディーズ ゾンビRの物語』のタイトルで、2012年9月6日に小学館から発売された。著：アイザック・マリオン / 訳：満園真木 / ISBN 9784094087437
2013年7月19日には電子書籍化されている。